# Fisher Towers Trail
Le Fisher Towers Trail est un sentier de randonnée américain situé dans le comté de Grand, dans l'Utah. Il est classé National Recreation Trail depuis 2007.